# 黑掌长臂猿
黑掌長臂猿，又名黑手長臂猿，為屬於舊大陸靈長目的一種長臂猿，分布於蘇門答臘、馬來西亞的島嶼上和泰國南部，被國際自然保護聯盟瀕危物種紅色名錄分類為瀕危物種，主要受到的威脅來自棲息地破壞與寵物交易市場。

## 分類學
黑掌長臂猿一般不認為具有亞種，但仍有部分科學家將牠們依棲息地區分做兩個亞種
- 山地黑掌長臂猿 Hylobates agilis agilis
- 低地黑掌長臂猿 Hylobates agilis unko

## 描述
黑掌長臂猿的毛色為黑色至紅棕色，具有白色的眉毛。雄性的臉頰處具有白或淺灰色的毛髮；此外，雄性的體型略大於雌性。黑掌長臂猿的體重約為4至6（8.8至13.2磅），平均為5（11磅），人工飼養的個體則可達8（18磅）。黑掌長臂猿的體長約為44—63.5 cm（17.3—25.0英寸），和其他長臂猿一樣不具有尾巴。

## 形為
黑掌長臂猿主要透過臂躍行動在樹林間穿梭。牠們為單配偶制，具有固定的地盤，會以視覺展示與叫聲威嚇其他侵犯地盤的個體。黑掌長臂猿為食果動物，但也會以葉片、花朵與昆蟲為食。
雌性黑掌長臂猿的妊娠期為七個月，一胎僅有一隻幼猿。幼猿約於兩歲時斷奶，於八歲時成熟，成熟的黑掌長臂猿會離開家庭到新的地區尋找配偶。

## 棲息與分布地
黑掌長臂猿棲息於蘇門答臘東南方的多巴湖與辛吉爾河地區、馬來半島、以及泰國南部靠近馬來西亞邊界處。牠們為樹棲性的動物，棲息於雨林的樹上，很少來到地面。